# Arkadi Gaidar
Arkadi Petrovici Golikov (în rusă Арка́дий Петро́вич Го́ликов), mai bine cunoscut ca  Arkadi Gaidar  (în rusă Арка́дий Гайда́р), (n. 9/22 ianuarie 1904, Lgov, Kursk⁠(d), gubernia Kursk, Imperiul Rus – d. 26 octombrie 1941, Lipleave, Helmiaziv Raion⁠(d), RSS Ucraineană, URSS) a fost un scriitor sovietic ale cărui povestiri au fost foarte populare printre copiii sovietici. 
S-a născut în orașul Lgov din Imperiul Rus, (azi regiunea Kursk, Rusia), în familia unui profesor. Arkadi și-a petrecut copilăria în Arzamas. În 1918, s-a înrolat voluntar în Armata Roșie. În timpul războiului civil, la vârsta de numai 16 ani, a fost avansat până la funcția de comandant al unui regiment. Gaidar a fost rănit în luptă în mai multe ocazii. În 1924 s-a retras din armată datorită unei contuzii. După un an, Gaidar își începe munca literară. Povestirea lui "RVS" (1926) îi definește viața în multe privințe: Gaidar și-a găsit vocația în scrierea de literatură pentru copii, în lucrările sale povestind despre camaraderia din prima linie a luptătorilor roșii și despre romantismul luptelor revoluționare. Povestea „Timur și băieții lui” (1940) l-a făcut faimos pe  Gaidar. Personajul Timur purta numele fiului scriitorului și se baza parțial pe viața copilului. O povestire captivantă despre planurile altruiste ale unui pionier a dat naștere unei mișcări de masă, Mișcarea Tinmur, printre tinerii pionieri sovietici din toată țara. 
Încă din primele zile ale Marelui Război pentru Apărarea Patriei, Gaidar a fost trimis pe front în funcția de corespondent de război pentru Komsomolskaia Pravda. În toamna anului 1941, Gaidar și alți soldați au fost încercuiți de trupele naziste. Gaidar a reușit să ajungă in zonele controlate de partizani, în rândurile cărora a luptat activ împotriva invadatorului german ca mitralior. Pe 26 octombrie 1941 a murit într-o luptă împotriva germanilor. 
A fost înmormântat în orășelul Kanev, unde i s-a ridicat un monument în 1953. Gaidar a fost decorat cu două ordine și mai multe medalii militare. 
În Uniunea Sovietică au fost făcute trei filme biografice despre viața lui Gaidar. De asemenea, mai multe povestiri ale lui au fost ecranizate. Cărțile lui Gaidar sunt traduse în mai multe limbi. 
Asteroidul 1835 Gajdariya îi poartă numele.

## Cele mai importante povestiri
- RVS (РВС) (1926)
- Școala (Школа) (1930)
- Țări îndepărtate (Дальние страны) (1932)
- Secretul militar (Военная тайна) (1935)
- Ceașca albastră (Голубая чашка) (1936)
- Soarta toboșarului (Судьба барабанщика) (1939)
- Timur și băieții lui (Тимур и его команда) (1940) - traducere de Sanda Movilă
- Comandantul cetății de zăpadă (Комендант снежной крепости) (1941)

## Filmografie selectivă
- 1940 Timur și băieții lui (film din 1940) (Тимур и его команда), regia Aleksandr Razumnîi;
- 1976 Timur și băieții lui (film din 1976) (Тимур и его команда), regia Aleksandr Blank;